# Томешть (комуна, Ясси)
Томешть, Томешті (рум. Tomești) — комуна у повіті Ясси в Румунії. До складу комуни входять такі села (дані про населення за 2002 рік):
- Вледічень (488 осіб)
- Горунь (1235 осіб)
- Кічеря (1089 осіб)
- Томешть (9054 особи) — адміністративний центр комуни

Комуна розташована на відстані 324 км на північ від Бухареста, 8 км на схід від Ясс.

## Населення
За даними перепису населення 2002 року у комуні проживали 11 866 осіб.
Національний склад населення комуни:
| Національність   | Кількість осіб | Відсоток |
| ---------------- | -------------- | -------- |
| румуни           | 11841          | 99,8%    |
| цигани           | 10             | 0,1%     |
| росіяни-липовани | 4              | < 0,1%   |
| євреї            | 4              | < 0,1%   |
| греки            | 3              | < 0,1%   |
| угорці           | 1              | < 0,1%   |

Рідною мовою назвали:
| Мова      | Кількість осіб | Відсоток |
| --------- | -------------- | -------- |
| румунська | 11860          | 99,9%    |
| російська | 4              | < 0,1%   |
| угорська  | 1              | < 0,1%   |

Склад населення комуни за віросповіданням:
| Релігія            | Кількість осіб | Відсоток |
| ------------------ | -------------- | -------- |
| православні        | 11436          | 96,4%    |
| римо-католики      | 282            | 2,4%     |
| адвентисти         | 50             | 0,4%     |
| бретрени           | 44             | 0,4%     |
| старообрядці       | 18             | 0,2%     |
| греко-католики     | 14             | 0,1%     |
| баптисти           | 5              | < 0,1%   |
| мусульмани         | 4              | < 0,1%   |
| лютерани           | 3              | < 0,1%   |
| атеїсти            | 1              | < 0,1%   |
| не вказали релігію | 4              | < 0,1%   |

## Зовнішні посилання
- Дані про комуну Томешть на сайті Ghidul Primăriilor [Архівовано 13 січня 2013 у Wayback Machine.]